# Національна прискорювальна лабораторія ім. Енріко Фермі
41°49′55″ пн. ш. 88°15′26″ зх. д. / 41.831944444444° пн. ш. 88.257222222222° зх. д.

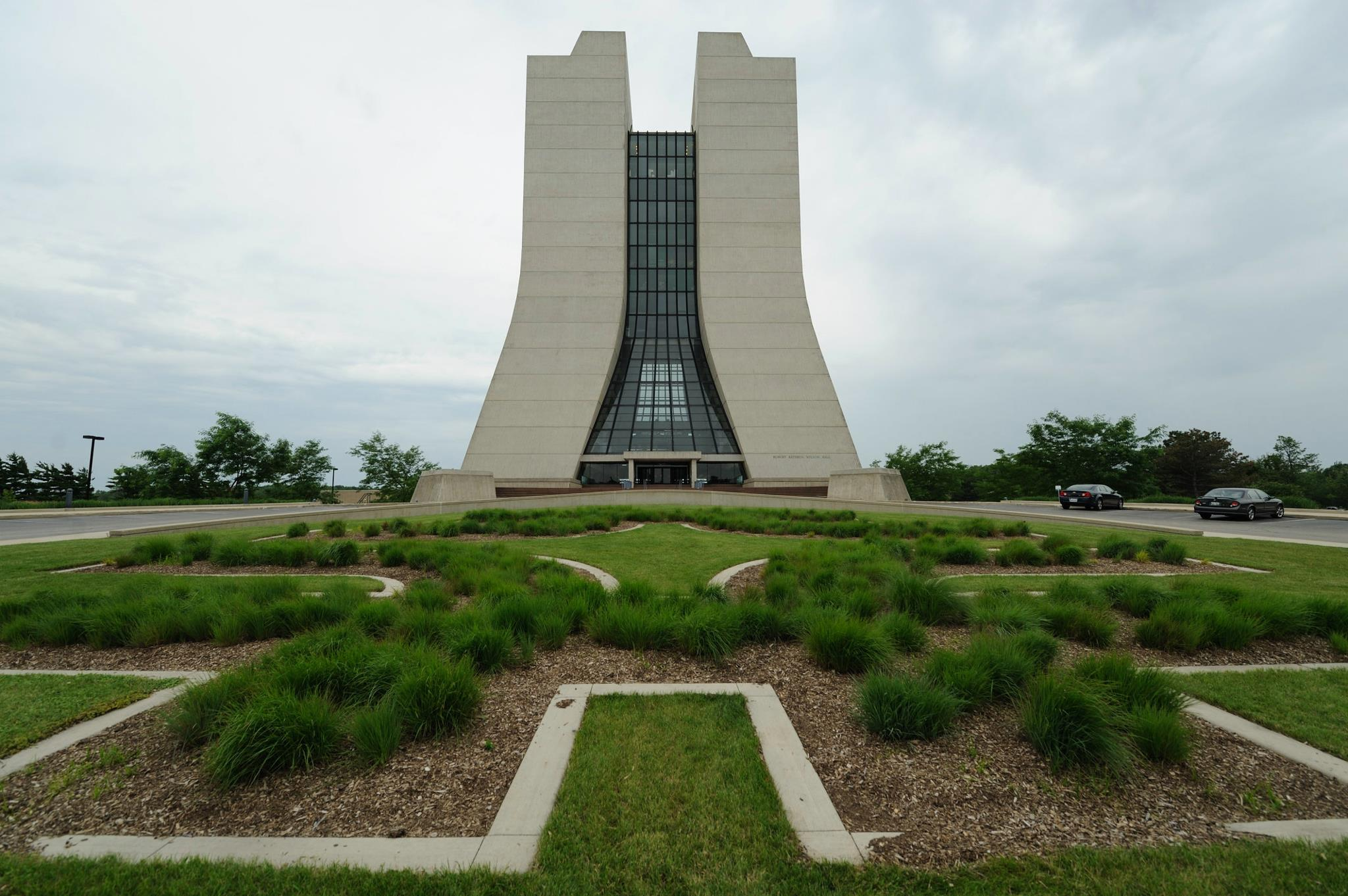
Головна будівля Фермілаб — Хол Вільсона

Національна прискорювальна лабораторія ім. Енріко Фермі (розповсюджена скорочена назва Фермілаб) — дослідницький центр в місті Батавія, неподалік Чикаго (Іллінойс, США). Належить Міністерству енергетики США. Спеціалізується на дослідженнях в області фізики високих енергій, астрофізики та технологій прискорювачів. З 1 січня 2008 р. Фермілабом керує «Дослідницький альянс Фермі», що організований Чиказьким університетом та університетською дослідницькою асоціацією (англ. University Research Association, URA). URA — консорціум, куди входить 91 університет, в основному з США, але є також члени з Канади, Японія та Італії.
Найвідомішою дослідницькою установкою Фермілаба був колайдер Теватрон (він закінчив свою роботу 30 вересня 2011 року), розташований в підземному кільцевому тунелі довжиною 6280 м. До запуску Великого адронного колайдера в 2009 році, колайдер в Фермілабі був прискорювачем з найбільшою в світі світністю і енергією пучків частинок. Зараз Фермілаб проводить декілька невеликих експериментів, використовуючи фіксовані мішені, експерименти з фізики нейтрино (MINERνA, MiniBooNE, MINOS, DUNE, NOνA тощо) та фізики мюонів (експерименти Muon g−2 та Mu2e), і бере участь в астрофізичних проектах. Фермілаб також координує внесок американських вчених в експеримент CMS на Великому адронному колайдері.

## Значущі відкриття
Влітку 1977 року, група під керівництвом Леона Ледермана, що працювала на експерименті E288, де пучок протонів зіштовхувався з мішенню, відкрила Іпсилон-мезон, що по суті означало відкриття b-кварка. 1995 року експерименти CDF та DØ на Теватроні оголосили про відкриття останнього, шостого, t-кварка. Таким чином, у Фермілабі було відкрито два кварки із шести відомих.
Експерименти CDF та DØ також внесли видатний внесок у вивчення адронів, що містять b-кварк, та відрили декілька важких баріонів (зокрема, {\displaystyle \Sigma _{b}}, {\displaystyle \Xi _{b}} та {\displaystyle \Omega _{b}}) та Bc-мезон (мезон, що складається із c- та b-кварків). Всі ці відкриття були підтверджені експериментами на Великому адронному колайдері.

## Цікаві факти
- На честь лабораторії названо астероїд 11998 Фермілаб.
- На території лабораторії проживає велика популяція бізонів.